# HeliJet

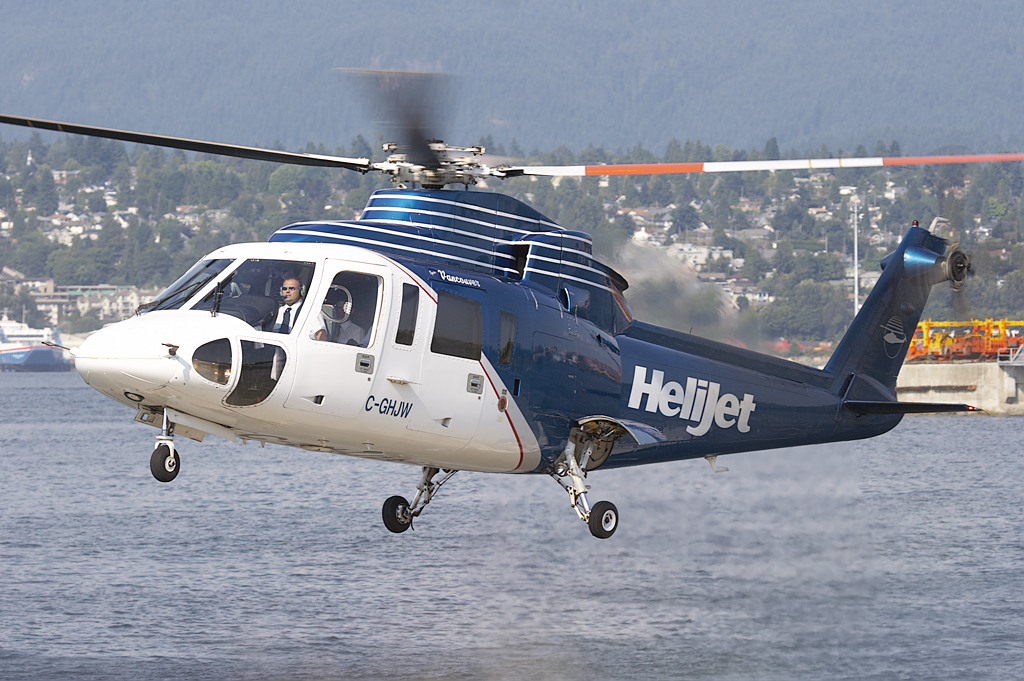
A Helijet S76 comes in for a landing at Vancouver Harbour.

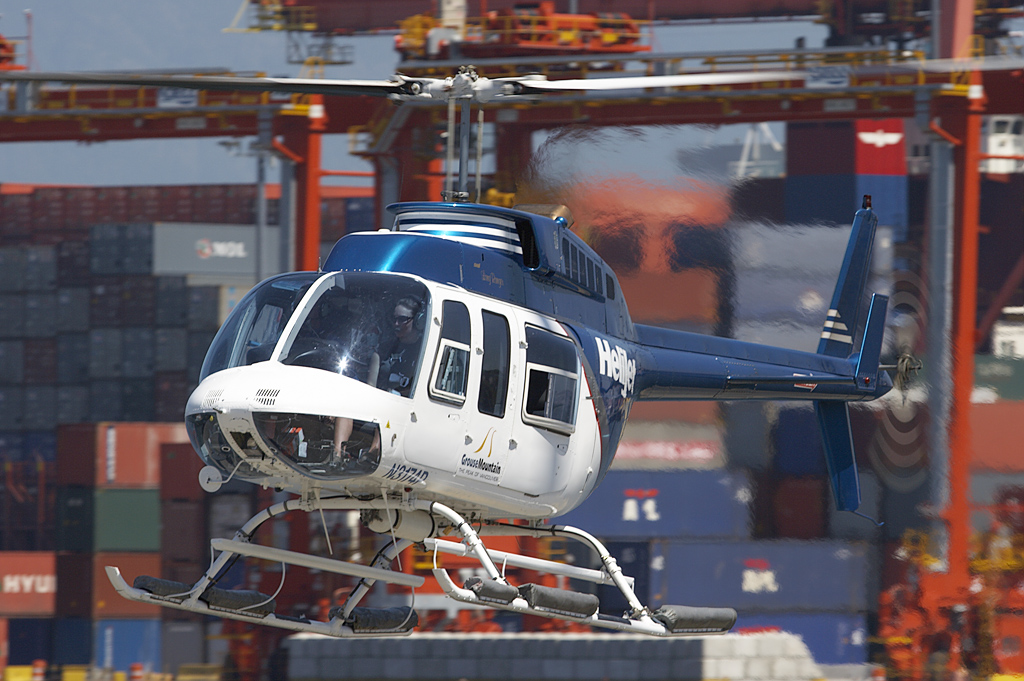
A Helijet Bell 206L-1 LongRanger II landing on the Vancouver Harbour Helipad.

Helijet Internacional es un servicio de aerolíneas y el servicio de chárter con base en Vancouver, British Columbia, Canadá, que opera servicios regulares y tiene unos servicios de guía turística, donde visitan los cines. Posee servicios de traslado a la televisión y de los mercados en general, así como servicios de ambulancia aérea. Su base principal es el Aeropuerto Internacional de Vancouver
Sightseeing tours are operated from the Vancouver Harbour Heliport located on the shores of Burrard Inlet, adjacent to Waterfront Station. In addition, Helijet Charters and partner Grouse Mountain operate spectacular scenic tours and packages from the helipad on the peak of the mountain. Helijet is also British Columbia's largest air medical service provider, operating both rotary and fixed wing medevac equipment.

## Historia
La aerolínea fue fundada en 1986 e inició sus operaciones en Vancouver y  Victoria, en noviembre de 1986 con un avión y 14 miembros del personal. Era conocido antes como Helijet Airways. Durante los últimos 25 años de operación Helijet ha pasado de un avión programado con 14 tripulantes a sólo 22.000 pasajeros en una compañía diversificada con 15 aviones, más de 150 empleados y llevar a más de 100.000 pasajeros al año. Como EE. UU. Helicopter ya no existe, es actualmente el único programa de servicio de helicópteros en América del Norte.
Helijet también ha proporcionado servicios regulares de Seattle-Boeing Field, Aeropuerto Internacional de Abbotsford, Aeropuerto de Langley, Aeropuerto Internacional de Victoria y Aeropuerto de Campbell River, todo lo cual siguen siendo los destinos accesibles por los servicios de Charters Helijet. Helijet International también opera en Vancouver y helipuertos Victoria Harbour en su filial, Pacific Heliport Services.

## Destinos
Helijet opera en las bases de los siguientes heliports/airports en el noroeste del pacífico[cita requerida]
- Aeropuerto Internacional de Vancouver
- Vancouver Harbour, en Vancouver, British Columbia
- Victoria Harbour, en Victoria, British Columbia
- Prince Rupert/Seal Cove, en Prince Rupert, British Columbia
- Sandspit Airport, en Sandspit, British Columbia

## Flota
La flota de Helijet consiste en las siguientes naves: (a octubre de 2011):
- 7 Sikorsky S-76A - C-GHJL, C-GHJP, C-GHJT, C-GHJV, C-GHJW, C-GHJG, N348AA
- 3 Sikorsky S-76C+ - C-GIHJ, C-GHHJ, C-GCHJ
- 3 Bell 206L3 Longranger - C-VIZ, C-VIQ, C-GXHJ
- 2 Bombardier Learjet 31A - C-GHJJ, C-GHJU